# لودو يفبفر
لودو يفبفر (بالفرنسية: Ludo Lefebvre)‏ هو صاحب مطعم فرنسي، ولد في 18 أبريل 1971 في أوكسار في فرنسا.

## وصلات خارجية
- الموقع الرسمي
- لودو يفبفر على موقع IMDb (الإنجليزية)
- لودو يفبفر على موقع قاعدة بيانات الفيلم (الإنجليزية)